# Nederländska Antillerna i olympiska vinterspelen 1988
Nederländska Antillerna deltog med två deltagare vid de olympiska vinterspelen 1988 i Calgary. Ingen av landets deltagare erövrade någon medalj.